# Bonatea
Bonatea es un género de orquídeas. Tiene 13 especies. Es originario del África tropical y de la península de Arabia.

## Lista de especies deBonatea
A continuación se brinda un listado de las especies del género Bonatea (orquídea) aceptadas hasta mayo de 2011, ordenadas alfabéticamente. Para cada una se indica el nombre binomial seguido del autor, abreviado según las convenciones y usos y la publicación válida.
1. Bonatea antennifera Rolfe, Gard. Chron., III, 1905: 450 (1905).
2. Bonatea boltonii (Harv.) Bolus, J. Linn. Soc., Bot. 19: 340 (1882).
3. Bonatea cassidea Sond., Linnaea 19: 81 (1846).
4. Bonatea lamprophylla J.Stewart, Amer. Orchid Soc. Bull. 47: 995 (1978).
5. Bonatea polypodantha (Rchb.f.) L.Bolus, Fl. Pl. South Africa 8: t. 302 (1928).
6. Bonatea porrecta (Bolus) Summerh., Kew Bull. 4: 430 (1949).
7. Bonatea pulchella Summerh., Kew Bull. 17: 529 (1964).
8. Bonatea rabaiensis (Rendle) Rolfe in D.Oliver & auct. suc. (eds.), Fl. Trop. Afr. 7: 253 (1898).
9. Bonatea saundersioides (Kraenzl. & Schltr.) Cortesi, Ann. Bot. (Rome) 2: 363 (1905).
10. Bonatea speciosa (L.f.) Willd., Sp. Pl. 4: 43 (1805).
11. Bonatea stereophylla (Kraenzl.) Summerh., Kew Bull. 4: 430 (1949).
12. Bonatea steudneri (Rchb.f.) T.Durand & Schinz, Consp. Fl. Afric. 5: 90 (1894).
13. Bonatea volkensiana (Kraenzl.) Rolfe in D.Oliver & auct. suc. (eds.), Fl. Trop. Afr. 7: 253 (1898).